# Trinyen Zungtsen
Trinyen Songtsen  (em tibetano: ཁྲི་གཉན་གཟུངས་བཙན; Wylie: Khri-gnyan gZung-btsan, chines:赤宁松赞) foi o 29º Rei de Bod (Tibete) de acordo com a tradição lendária tibetana. Ele foi um dos reis lendários e o primeiro do chamado Período Pré Imperial, antecessores do Império Tibetano (493-630). Antes dele existiram os chamados Cinco reis unificadores cujos nomes terminavam em  Tsen.

## Vida
Trinyen Songtsen foi filho de Thothori Nyantsen 
Os Annais Tibetanos afirmam  que como seu pai, Trinyen fazia oferendas com Antídotos Secretos e que por isso o reino cresceu ao longo de seu governo.
Afirmam também que Trinyen foi enterrado em Donkhorda, o local das tumbas reais, à direita da tumba de seu pai Thothori.